# 正蓮寺川
正蓮寺川（しょうれんじがわ）は、大阪市此花区を流れる河川。全長4.6km。

## 概要
1759年（宝暦9年）に、淀川の分流・中津川の水はけ改善のため開削されたといわれる。1897年（明治30年）から1910年（明治43年）にかけての新淀川の開削後は、旧中津川に代わって新たに造られた中津川（長柄運河）を水源とした。
1965年（昭和40年）の新河川法施行後は中津川と正蓮寺川を合わせて正蓮寺川と呼ぶようになり、1967年（昭和42年）に中津川は埋め立てられた。現在は淀川から高見機場を通じて取水している。取水口から西が正蓮寺川、南が六軒家川となっている。
北港大橋より下流の河川水面は大阪港の港湾区域となる。北港大橋の下流側には、防潮水門の正蓮寺川水門が設けられている。河川沿いには正蓮寺川公園や此花西部臨港緑地が整備されている。

### 正蓮寺川総合整備事業

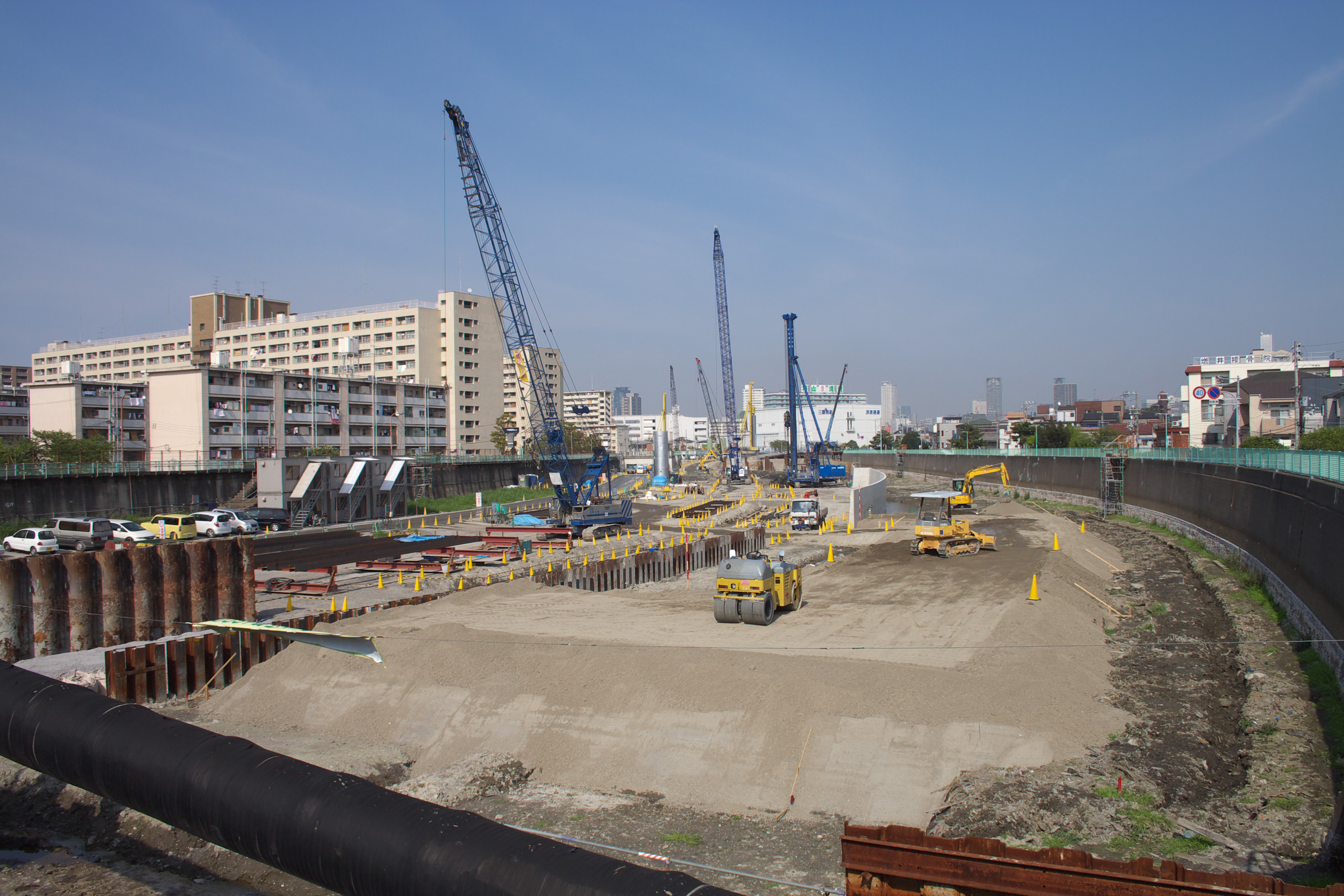
2008年4月時点での正蓮寺川総合整備事業の状況

河川機能の確保・阪神高速2号淀川左岸線の建設・正蓮寺川公園の整備などを目的として、「正蓮寺川総合整備事業」が、大阪府・大阪市・阪神高速道路の3者で行われている。
河川自体は暗渠化して、元の河川敷を陸地化し、地上には公園、地下には阪神高速を建設する。正蓮寺川トンネルを通過する阪神高速2号淀川左岸線は2013年（平成25年）5月25日に開通した。

## 正蓮寺川に架かる橋
- 千鳥橋
- 森巣橋
- 阪神なんば線
- 正蓮寺橋（国道43号）
- 恩貴島橋
- 北港新橋
- 北港大橋
- （正蓮寺川水門）
- 阪神高速5号湾岸線

## ギャラリー

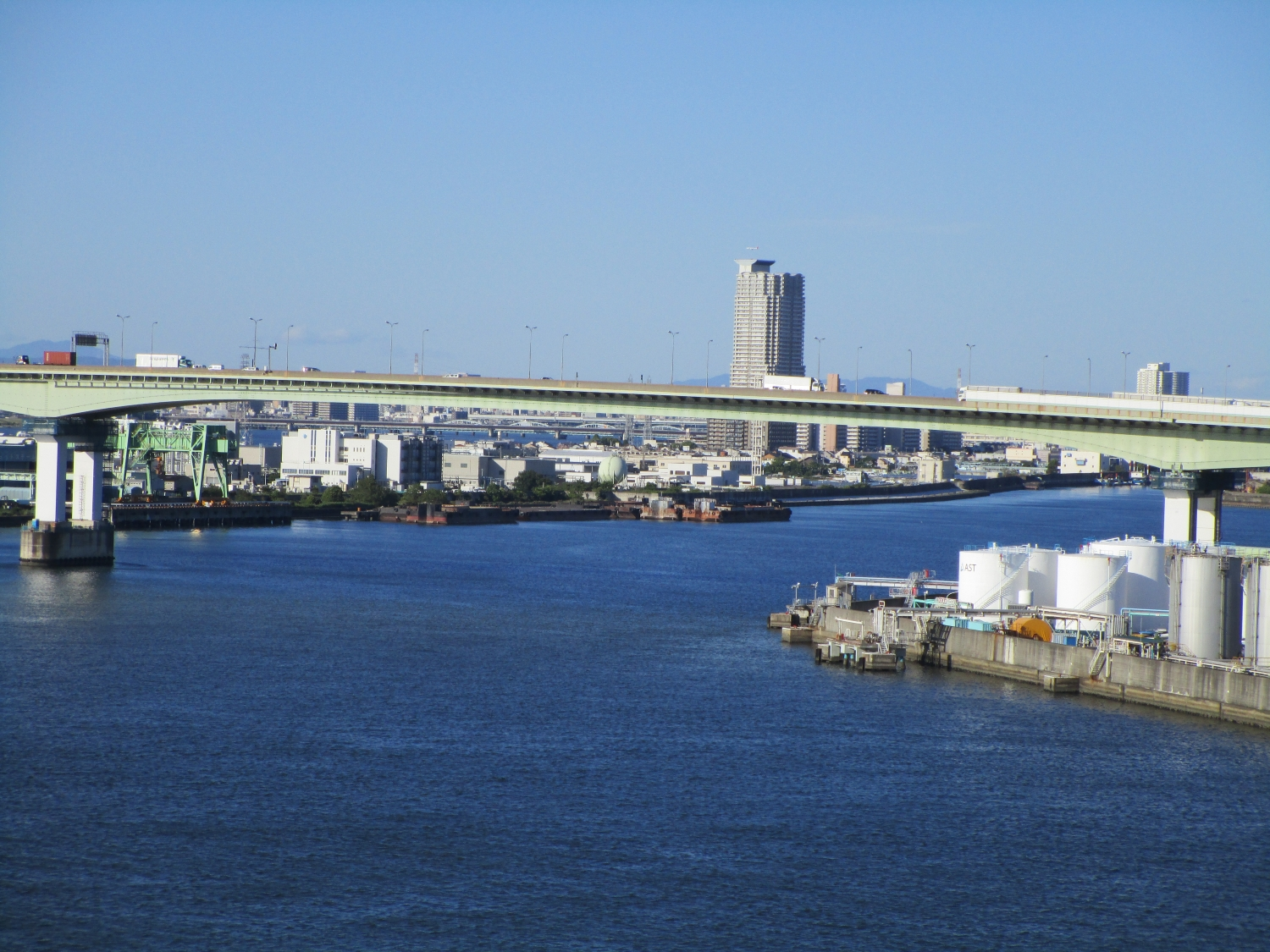
河口付近
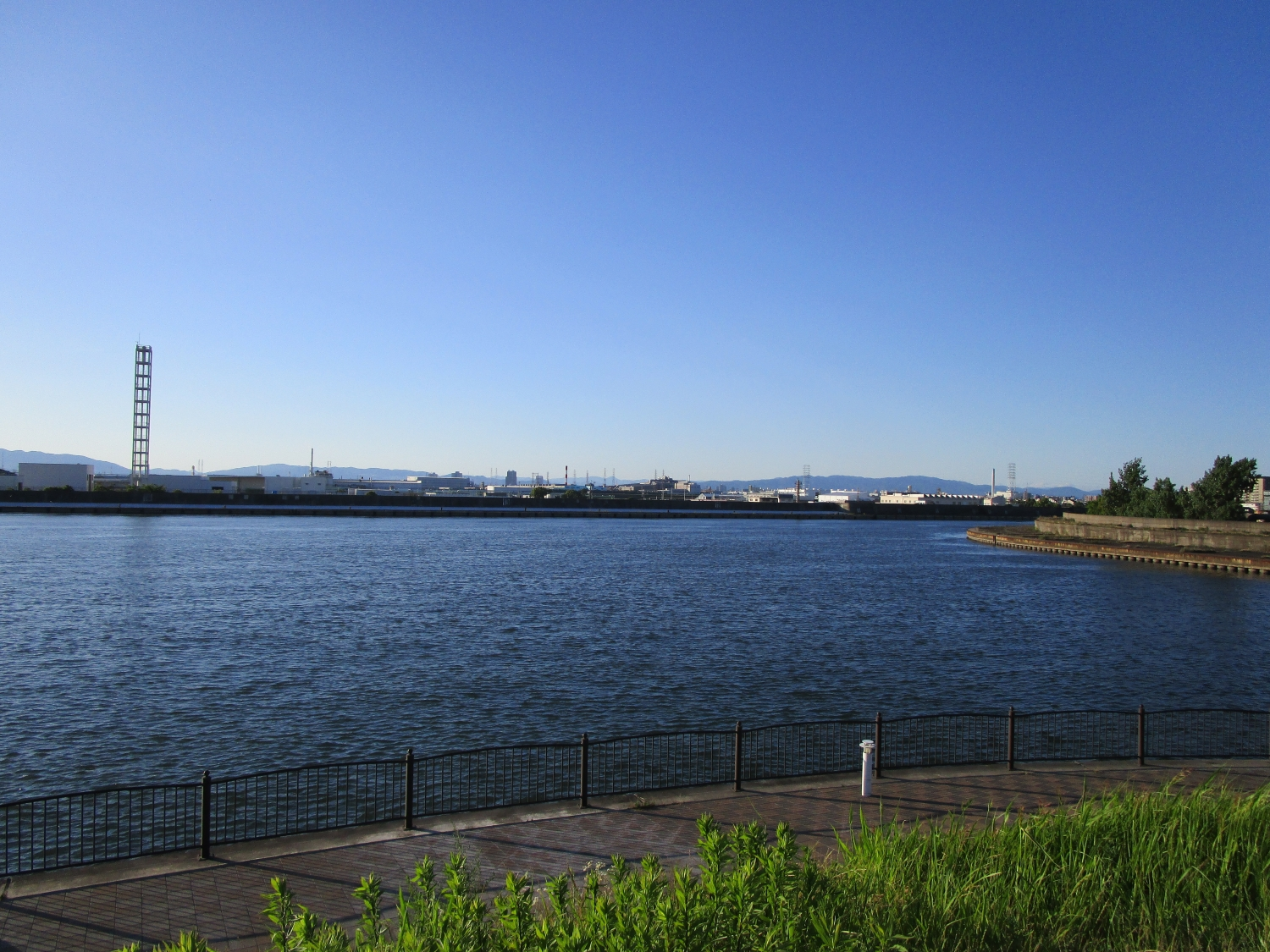
島屋北入堀（旧北港運河）付近